# Маухенхајм
Маухенхајм (њем. Mauchenheim) општина је у њемачкој савезној држави Рајна-Палатинат. Једно је од 69 општинских средишта округа Алцеј-Вормс. Према процјени из 2010. у општини је живјело 962 становника. Посједује регионалну шифру (AGS) 7331044.

## Географски и демографски подаци
Маухенхајм се налази у савезној држави Рајна-Палатинат у округу Алцеј-Вормс. Општина се налази на надморској висини од 299 метара. Површина општине износи 6,9 km². У самом мјесту је, према процјени из 2010. године, живјело 962 становника. Просјечна густина становништва износи 140 становника/km².